# Any road
Any road is een studioalbum van Bachman, een trio rondom gitarist, zanger Randy Bachman. 
Na de opheffingen van The Guess Who, Bachman Turner Overdrive en Ironhorse bleef het lang stil rond Randy Bachman. In 1992 werd in eigen beheer, maar gedistribueerd via Sony BMG Canada een album uitgegeven in een trio-opzet zoals Bachman Turner Overdrive (gitaar, basgitaar, drums), al had BTO een extra gitarist. AllMusic gaf in terugblik aan dat de jongelingen op bas en drums niet overtuigden, het verlangde men name naar basgitarist Fred Turner; AllMusic kwam qua waardering niet verder dan twee sterren. Er werden geen noteringen in albumlijsten gehaald. Het album is grotendeels opgenomen in de Crosstown Studios in Vancouver.
Uitschieter op het album (aldus AllMusic)is het nummer Prairy town met gastmusici Neil Young en Margo Timmins (van Cowboy Junkies). Young nam zijn bijdrage op in zijn eigen studio in Redwood City, Timmins in het Canadese Burnaby.

## Musici
Bachman:
- Randy Bachman – zang, gitaar
- Richard Cochrane - basgitaar
- Billy Rea Chapman – drumstel

Met
- Jason Sniderman – toetsinstrumenten
- Neil Young – gitaar en zang (Prairy town)
- Margo Timmins – zang (Prairy town)
- Denise McCann –achtergrondzang (Any road, I wanna shelter you), autoharp op Why am I lonely
- Lovie Eli –achtergrondzang (I wanna shelter you)
- Callianne Bachman – zang (Overworked and underpaid)
- Allan Wiebe – zang op (Overworked and underpaid)

## Muziek
| Nr. | Titel                                 | Duur |
| --- | ------------------------------------- | ---- |
| 1.  | Prairy town (Bachman)                 | 4:27 |
| 2.  | Any road (Bachman)                    | 5:14 |
| 3.  | I wanna shelter you (Bachman, McCann) | 4:46 |
| 4.  | Overworked and underpaid (Bachman)    | 3:25 |
| 5.  | 15 minutes of fame (Bachman)          | 4:05 |
| 6.  | Tailspin (Bachman)                    | 4:43 |
| 7.  | Vanishing heroes (Bachman)            | 3:43 |
| 8.  | One step ahead of the law (Bachman)   | 5:33 |
| 9.  | It’s only money (Bachman)             | 5:05 |
| 10. | One night in Texas (Bachman)          | 3:43 |
| 11. | Why am I lonely (Talmage Bachman)     | 4:00 |
| 12. | Prairie town (Bachman)                | 6:18 |

15 Minutes of fame verwijst naar een rubriek in een radioprogramma op BBC Radio 1 van Pete Tong. Bachman becommentarieerde, dat als je je maar vreemd uitdost je daar 15 minuten beroemd kan zijn (Just being outregeous seems to be their game).